# انواع ادبی فارسی
انواع ادبی فارسی نوعی دسته‌بندی نوین است که پژوهشگران معاصر با توجه به انواع ادبی در جهان برای ادبیات فارسی در نظر گرفته‌اند. این دسته‌بندی شامل ادبیات حماسی، ادبیات غنایی، ادبیات تعلیمی، و ادبیات عرفانی می‌شود.